# Tazobactam
Tazobactam is een chemische stof die gegeven wordt in combinatie met bètalactamantibiotica. Het inhibeert het enzym bètalactamase, dat door bacteriën geproduceerd wordt om bètalactamantibiotica af te breken.
Het wordt vaak in combinatie met piperacilline gegeven. Hierdoor kan het bacteriële lactamase piperacilline niet meer afbreken, waardoor dit antibioticum zijn werk kan doen.
De antibioticumcombinatie piperacilline-tazobactam is anno 2018 niet tot nauwelijks nog beschikbaar. De productie ervan was geconcentreerd in een enkele fabriek die door een explosie werd beschadigd.